# Дёре II
Дёре II (чечен. Доьра) — крепость в Итум-Калинском районе Чеченской Республики.

## География
Расположена на левом берегу реки Дёрхойн-Эрк (чечен. Доьрахойн эрк) приток р. Аргун) к юго-востоку от районного центра Итум-Кали (чечен. Итон-Калли). Ближайший населённый пункт Тазбичи.

## Описание

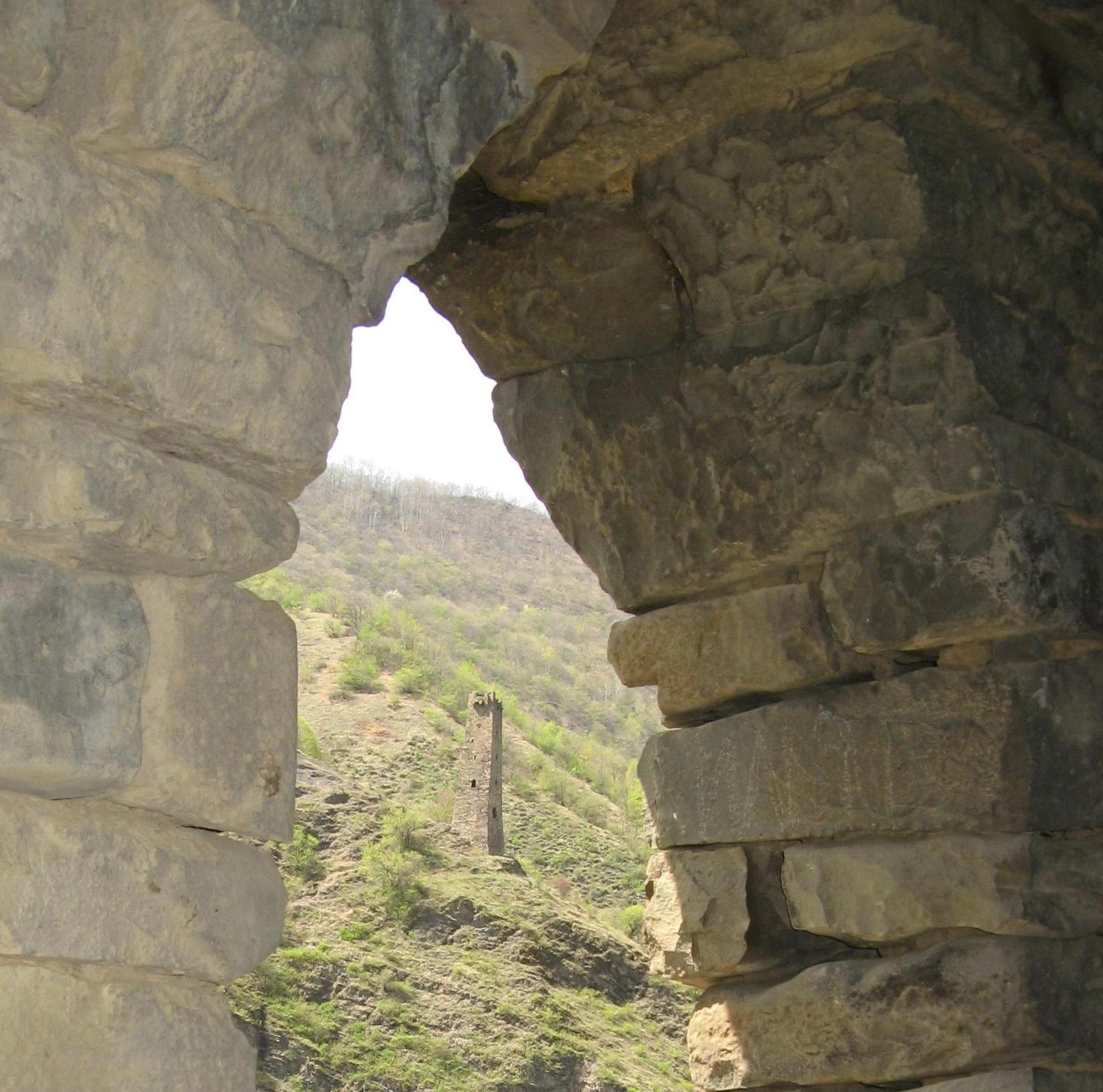
Вид с противоположной башни Дёре I на башню Дёре II

В 1960 году исследованием башни занимался горный (Аргунский) отряд в составе экспедиции под руководством археолога В. И. Марковина. Обмеры строения проводил В. И. Марковин.
Башня Дёре II находится на 500 метров юго-западнее первой башни Дёре I, по левую сторону р. Дёре-Ахк, на высоком утёсе горы Дёре. В плане она прямоугольная, ориентирована с севера на юг, с некоторым отклонением к востоку. Стены её у основания разной толщины: северная, западная и южная — 0,60 м, восточная (у обрыва) — 0,80 м. Высота стен из-за неровности основания также различна: северная (фасад) — 18,70 м, южная — 15 м, у западной и восточной варьирует между этими цифрами. Кверху башня сужается до 2,40X2,80 м. Здесь она снабжена четырьмя боевыми балкончиками — машикулями. Каждый из них поддерживают три консольных камня. На узких сторонах башни машикули имеют несколько меньшие размеры, чем на широких. Северная стена (фасад) имеет три оконных проёма с округлыми арками, расположенных одна над другой, ниже — их дверной проём, также с округлой аркой. Он вёл на первый этаж. Арка двери сделана клинчатыми камнями, центральный блок служит «замком».
Под тремя консолями не сохранившегося машикуля трижды повторяются углублённые в стену Т-образные «тамги» высотой не менее 0,40 м, а ниже расположены три крестообразных углубления. Тамги обрамляют верхнее окно, кресты — нижнее. Под машикулем западной стены заметны две бойницы, ниже их — одна Т-образная «тамга», далее — прямоугольное окно-бойница, и окно с округлой аркой, высеченной в монолите. Под ним находятся три крестообразных углубления. Нижняя часть башни попорчена проломом. Южная стена имеет восемь небольших бойниц и небольшой оконный проём прямоугольной формы. В среднюю часть стены вделан камень с петроглифом изображением правой кисти («рука мастера»). Восточная стена, так же как южная, украшена Т-образной «тамгой» (находится под двумя небольшими бойницами), ниже её расположены две прямоугольные бойницы, напоминающие окна, и крупный дверной проём с округлой аркой. Он вёл во второй этаж. Башня Дёре II имела четыре этажа. Дверные проёмы её с внутренней стороны расширяются. Фундамента у башни нет. Стоит она на массивном сланцевом основании. Камни постройки скреплены известково-глинистым раствором.